# Famille de Saboulin Bollena
La famille de Saboulin Bollena, anciennement Sabolin, ou Sebolin de Bollena ou Sebolin, est une famille subsistante de la noblesse française originaire de Provence (Signes). Un rameau cadet, éteint, se désista de la noblesse le 13 juillet 1667 en la personne de Jean-Baptiste de Sebolin, puis fut condamné en 1698, la branche de Signes, éteinte, fut maintenu noble en 1668, la branche ainée, subsistante, secrétaire du roi en 1704 mort en charge, puis obtient des lettres de confirmation de noblesse d'extraction en 1747.

## Origine
La famille de Saboulin Bollena, anciennement Sebolin de Bollena ou Sebolin, est originaire de Provence.
La filiation prouvée de cette famille remonte à Pierre Sebolini de Bollena, qui apparaît pour la première fois dans les registres communaux de Signes comme trésorier en 1459. On le retrouve lieutenant du viguier entre 1465 et 1475, viguier entre 1475 et 1480, capitaine général de Signes en 1481 puis 1484, consul en 1481 et 1486.

## Histoire
Cette famille se divisa en deux branches. La branche ainée des Sebolin, subsistante, se fixa à Marseille au début du XVIIe siècle, tandis que la branche cadette, restée à Signes, s’éteint au début du XVIIIe siècle.
Le nom de famille originellement Sebolin de Bollena. C’est en effet sous l’influence de la prononciation provençale de Sebolin, dit Augustin Fabre dans son ouvrage Les Rues de Marseille, que le patronyme se francisa au début du XVIIIe siècle, sous la forme Saboulin Bollena, (qu'on retrouve parfois également orthographié Sabolin).
Les Sebolin ont exercé depuis leur installation à Signes jusqu’au décès en 1550 de Mgr Jean-Baptiste Cibo, évêque de Marseille, baron de Signes et d’Aubagne, des charges d’officiers locaux du seigneur-évêque, de viguier tout d’abord, puis de fermier et rentier de ses droits seigneuriaux et, alors que peu nombreux, sont cités de manière quasi ininterrompue au Conseil communal de Signes tout au long du XVIe siècle, y exerçant régulièrement les premières charges de consul, trésorier et capitaine général :
- Entre 1475 et 1480, Pierre Sebolin de Bollena est viguier de Signes pour l’évêque de Marseille Jean Alardeau, qui lui donna en bail plusieurs terres[5], puis consul en 1481 et 1486.
- En 1481 et 1484, lors des mouvements militaires à la suite de la succession de Charles du Maine, Pierre Sebolin de Bollena fut nommé capitaine général des habitants en armes pour se défendre d’une troupe menaçante[7][réf. à confirmer].
- En 1494, Raymond Sebolin de Bollena est viguier de la ville de Signes
- En 1502, Barthélémy Sebolin de Bollena est capitaine général de Signes.
- En 1515-1525, Antoine Sebolin de Bollena est rentier des droits seigneuriaux de Mgr Claude de Seyssel puis du Cardinal Cybo pour Marseille et sa vallée.
- En 1568, François Sebolin, ancien rentier des droits seigneuriaux de Mgr Jean-Baptiste Cibo pour Marseille et sa vallée[8], suspecté d'être de la religion réformé et de participer aux troubles religieux, est jeté dans les geôles du château de Signes avec plusieurs autres notables malgré leurs protestations « d'être gens de bien, honnêtes, vivant catholiquement selon les lois de la Sainte Mère l'Église »[9],[8].
- Bertrand de Saboulin, consul de Signes en 1552, reçut durant les guerres de religion le commandement de 200 hommes de pied par commission du comte de Tende, il épousa en 1546 Claire de Glandevès[10], fille d'Antoine, seigneur de Cujes et viguier de Marseille.
- En 1585, Balthazar de Sebolin est nommé par commission du Grand-Prieur de France Henri d'Angoulême, gouverneur de Signes, jusqu’en 1590, il est également premier consul de la ville en 1588[11].
- Le 9 juin 1577, Vincent Sebolin, tige de la branche subsistante, fait partie des députés de la noblesse et représentants des églises réformées de Provence à l’assemblée réunie à Seyne à la demande de Henri de Navarre. Il est le chef de la communauté protestante de Signes.
- En 1589, le même Vincent Sebolin, est capitaine dans les compagnies de François de Vintimille-Tourves durant les guerres de Religion[12].
- François de Saboulin Bollena, seigneur de La Motte-du-Caire, avocat au parlement, fut 1er consul d'Hyères[13] et représenta les états de Provence comme député[14] aux états généraux de 1614[15].

La « maison Bollène », actuelle mairie de Signes, fut de 1597 jusqu’au milieu du XVIIe siècle la demeure de évêques de Marseille, tandis que la « maison Sebolin », 15 rue Saint-Jean, servit de temple pendant la seconde partie du XVIe siècle. En effet, durant les guerres de religions, ils embrassent le parti protestant, à la suite de quoi la branche aînée issue de Vincent Sebolin, capitaine dans les compagnies razats de Mr de Vintimille-Tourves, se fixe à Marseille.
Ils s’y enrichissent dans la fourniture des galères et le négoce avec les échelles du Levant, la Barbarie, puis les Amériques. « Dans les premières années du XVIIIe siècle, l'Hôtel de Noailles fut acheté par François de Sabolin, riche négociant que l'on nomma premier échevin de Marseille aux élections du 28 octobre 1702. Sa famille, originaire de Signes en Provence, s'était divisée en plusieurs branches et l'une d'elles était venue s'établir à Marseille où elle acquit un renom considérable » in Augustin Fabre, Les Rues de Marseille, Volume 5, p. 141 et 142
Pierre Sebolin, fils du capitaine Vincent Sebolin, s'installe comme négociant à Marseille où il fut écrivain du roy sur la galère La Seguirane. Il participe à la reprise des îles de Lérins en 1637, et à la bataille de Vado au large de Gênes (1er septembre 1638), où la flotte française défait les Espagnols. Il teste le 30 juin 1640 à Marseille (Icard, not.), avant d’embarquer sur les galères commandées par le cardinal de Sourdis qui appareillent pour l’Italie et qui seront à la bataille de Tarragone (1641), teste à nouveau le 23 avril 1644 (Pierre Amalric, not. Signes), avant d’embarquer à nouveau, fait la campagne de 1644 de la flotte du Levant au large des côtes espagnoles sous le commandement du duc de Brézé et au blocus de Rosa.
Son fils Vincent de Saboulin Bollena nommé en l’office de conseiller du roi auditeur-titulaire et expert des comptes au bureau de Cuers (lettres patentes données à Paris le 16 décembre 1639, reçu le 23 juillet 1640), sera à son tour écrivain du roy sur la galère D’Allemagne (1642-1655), sert notamment dans la campagne d’Italie lors du combat d’Orbetello (1646), puis avec les galères de Toulon dans le golf de Naples et campagnes sur les côtes toscanes et napolitaines entre 1647 et 1650, s’installe à Toulon un peu avant 1650 où il poursuit sa carrière d’officier de plume, puis revient, après le décès de sa première épouse, à Marseille comme négociant où il s’associe à son frère Pierre, fonde en 1672 avec Jean et David Meynard une maison de commerce à Constantinople[réf. à confirmer].
Ce dernier, capitaine des milices de la ville de Marseille lors de la révolte de Glandevès-Niozelles, est déchargé de l’assignation lors des recherches de noblesse en 1667 pour services rendus. Juge consul de Marseille en 1668, puis échevin en 1682. Il fit bâtir en 1694 l'église des Capucins. Il participa à la fondation de l'hospice des incurables et se distingua par l'aide qu'il apporta aux œuvres de Terre Sainte, notamment la restauration de l'église du Saint Sépulcre à Jérusalem. Il intègre la clientèle de Colbert et accueillera en 1684, alors échevin-vieux de Marseille, Colbert de Seignelay. Il acquiert la Maison Diamantée à Marseille, actuel Musée du Vieux Marseille, considéré comme l'une des plus vieilles demeures de Marseille, conservé pendant 4 générations dans la famille. Il finance par un don de 35.000 livres la construction de la nouvelle chapelle du couvent des capucins par Puget à Marseille, où sera érigé le caveau Saboulin dans la chapelle latérale Notre-Dame du Bon Voyage. Il est, d’après une correspondance de M. de Montmort à Colbert, le premier négociant marseillais à avoir armé pour les Amériques dès les années 1670[réf. à confirmer].
François de Sebolin, fils de Vincent, et héritier de son oncle Pierre, est élu premier échevin de Marseille (élections du 28 octobre 1702), puis reçu en 1704 conseiller-notaire-secrétaire du roi en la grande chancellerie, maison, couronne de France et de ses finances dans la charge du marquis de Nointel, cousin de Colbert. Comptant parmi les plus riches négociants de Marseille au début du XVIIIe siècle, il achète l'hôtel de Noailles, où il reçoit lors de son arrivée en Provence, comme gouverneur, le maréchal-duc de Villars pendant plusieurs mois.
Appartenant avec les Gleize, les Maurellet, et les Bruny à un groupe de financiers liés au clan Colbert, et détestés de Samuel Bernard, une tradition orale rapporte que lors d’un de ses séjours à Versailles, des adversaires tentèrent de provoquer sa perte en jetant auprès du roi la suspicion sur sa réussite. Louis XIV dans les jardins de Versailles s’arrêta devant lui et lui demanda comment on pouvait devenir aussi riche aussi vite. François de Sebolin s'inclinant dans une révérence lui répondit : « Sire, j'ai épousé une muette » (expression exacte rapportée). Ce trait d’esprit plut au roi, qui poursuivit sa promenade. Son fils Jean-François de Sebolin, élevé avec ses frères au collège Louis le Grand, reçut à l’hôtel de Noailles la princesse Charlotte-Aglaé d'Orléans, duchesse de Modène, lors de son passage à Marseille au printemps 1720[réf. à confirmer].
Ils participèrent à l'essor du négoce maritime en commerçant avec les échelles du Levant - Chios, Constantinople(actuelle Istanbul) et Seyde(actuelle Sidon) -, mais aussi avec le Maroc (Tetouan). Ils furent par ailleurs les premiers à lancer des expéditions vers les îles des Amériques (Caraïbes).
À la fin du XVIIIe siècle, la famille se fixe à Aix-en-Provence, où elle habite 44 cours Mirabeau dans l’hôtel d’Adaoust, alias Saboulin Bollena (anciennement Gassendi), quelle conservera jusqu’au début du XXe siècle. C’est dans cette maison que grandirent l’abbé Léon de Saboulin, prêtre des pauvres, et à la génération suivante, Pierre-Humbert de Saboulin Bollena, avocat, félibre, lauréat du concours pour l’inscription de la Croix de Provence en haut de la Sainte-Victoire, ses frères Gabriel, bâtonnier du barreau d’Aix-en-Provence, photographe et propriétaire du studio Walery à Marseille qu’il rachète en 1871 au Comte Ostroróg, Armand, disciple de Frédéric Le Play et de Charles de Ribbe, et leur sœur Delphine de Saboulin Bollena, poétesse connue sous le nom de « Marie de Bec ». À la génération suivante Louis de Saboulin Bollena fut bâtonnier du barreau du Maroc et officier des palmes académiques, et Pierre de Saboulin Bollena, directeur général des Messageries Maritimes et commandeur de la légion d'honneur.
Une branche s'est établie durant le XVIIe siècle et le XVIIIe siècle à Bayonne, laquelle compta plusieurs corsaires, dont Michel de Saboulin qui partit s'installer à la fin du XVIIIe siècle en Martinique. Jean de Saboulin, écuyer, fut représentant de la noblesse à l'assemblée générale du pays des basques et labour en 1789. La famille Saboullin, négociants et corsaires à Bayonne, originaires de Marseille, sur la base d’un rattachement erroné aux Sebolin de Provence, obtint des lettres de reliefs, et ce faisant à Jean de Saboullin d’être représentant de la noblesse aux États Généraux des Pays Basques et du Labour en 1789. Cependant le rattachement des Saboullin de Bayonne ne peut toujours pas être réalisé de manière certaine, même si la souche commune ne semble pas impossible.
Des membres de cette famille sont depuis la seconde moitié du XVIIIe siècle à Nice et à Aix-en-Provence. D'autres sont en Lozère, à Barjac, ainsi qu'en Bretagne, à Vannes.

## Noblesse
La branche ainée des Sebolin, subsistante, se fixa à Marseille au début du XVIIe siècle, tandis que la branche cadette, restée à Signes, s’éteint au début du XVIIIe siècle.
La première, à laquelle appartient François de Saboulin Bollena, reçu conseiller-notaire-secrétaire du roi en la grande chancellerie, maison, couronne de France et de ses finances en 1704, mort en charge, obtint des lettres de confirmation de leur noblesse d'extraction, conçues en lettres en omission de qualification et de titres d’écuyer en 1747, lui permettant de bénéficier d’un jugement de maintenue rendu 19 octobre 1668 par l’intendant Belleguise en faveur de la branche de Signes, un de ses membres étant ainsi plus tard reçu officier aux gardes de Monsieur, comte de Provence, en 1776, et son fils à l’école des aspirants-gardes de la Marine de Toulon en 1779.
Un rameau cadet, éteint, se désista de la noblesse le 13 juillet 1667 en la personne de Jean-Baptiste de Sebolin, puis fut condamné en 1698. Il ne laissa qu'un fils Joseph de Saboulin, capucin, commissaire de l'ordre de la Rédemption des Captifs.
Enfin Jean de Saboullin, fit ses preuves et siégea avec la noblesse aux Assemblées du Pays basque et de Labour en 1789.
Cette famille est membre de l'ANF
, depuis 1973.

## Personnalités
- François Sébolin (17 novembre 1661 à Marseille - 11 février 1717 à Marseille), premier échevin-maire de Marseille en 1702, écuyer, secrétaire du roi en la Grande chancellerie, maison, couronne de France et de ses finances au Grand Collège en 1704, armateur et négociant marseillais. Le 17 novembre 1689 à Marseille, il épouse Catherine Dasque.
  - Pierre de Saboulin Bolléna (29 novembre 1694 à Marseille - 1777), chevalier, enseigne au Régiment de Royal les Vaisseaux, capitaine des grenadiers du Régiment de Berry Infanterie, puis Major Général des bataillons gardes-cotes de la ville de Marseille, Chevalier de l'Ordre Royal et Militaire de Saint-Louis en 1745. Le 12 août 1734 à Marseille, il épouse Magdeleine Cécile Sallade.
    - André Pierre de Saboulin Bollena (14 février 1736 à Marseille - 5 décembre 1782 à Marseille), chevalier, capitaine des grenadiers du régiment de Normandie, puis garde du corps du comte de Provence, chevalier de l'ordre royal et militaire de Saint-Louis en 1760. Le 27 mars 1764 à Marseille, il épouse Charlotte Julie de Robineau de Beaulieu.
      - Armand Pierre de Saboulin Bolléna (3 octobre 1766 à Marseille - 10 juin 1809), chevalier, aspirant garde de la marine (1779), lieutenant de vaisseau (1788), capitaine de vaisseau (1796). Le 22 janvier 1795, il épouse Marie Louise d'Adaoust.
        - Alexandre Frédéric Octave de Saboulin Bollena (12 janvier 1808 à Aix-en-Provence - 18 juillet 1879 à Aix-en-Provence), propriétaire châtelain de Beauplan (château de Peysseguier) près de Salon, membre de la congrégation de la jeunesse d'Aix. Le 7 mai 1838, il épouse Marie Anne Philippine Louise Dumas.
          - Gabriel de Saboulin Bollena (27 juin 1844 à Aix-en-Provence - 11 octobre 1885 à Aix-en-Provence), docteur en droit, avocat au barreau d'Aix (1867), mélomane. Le 29 juin 1870 à Aix-en-Provence, il épouse Marie de Tressemanes-Brunet de Simiane.
            - Louis de Saboulin Bollena (13 avril 1881 à Aix-en-Provence - 4 mars 1953 à Casablanca),journaliste, avocat et juriste français ayant vécu en Provence et au Maroc, chevalier de la légion d'honneur, officier des palmes académiques, commandeur de l'ordre du Ouissam alaouite, premier bâtonnier du Maroc, professeur à l'Université de Casablanca, conseilleur juridique du Maréchal Lyautey, co-directeur du journal La Provence Nouvelle, puis fondateur et directeur de La Vigie marocaine et de L'Echos du Bled[41].. Le 30 octobre 1912 à Aix-en-Provence, il épouse Elise de Taxis, puis veuf, épouse en secondes noces Georgette Pizot le 4 août 1919 à Casablanca.

          - Armand de Saboulin Bollena (29 juillet 1847 à Orange - 10 février 1929 à Aix-en-Provence), officier, journaliste, et intellectuel légitimiste, grenadier de la Garde Impériale, affecté au service de l'impératrice Eugénie au Château de Compiègne, puis chef de bataillon au 143e régiment de l'armée territoriale, conseiller municipal d'Aix-en-Provence (1877), disciple de Frédéric Le Play et proche de Charles de Ribbe, journaliste à La Provence, partisan du Comte de Chambord et auteur de plusieurs brochures sur la survivance de la cause légitimiste après la renonciation de ce dernier[41]. Le 11 mars 1879 à Bordeaux, il épouse Marie Pauline Elisabeth de Viguerie.
            - Pierre de Saboulin Bollena (1 janvier 1880 à Aix en Provence - 20 février 1956 à Paris), armateur, directeur général des Messageries Maritimes, Vice-Président, fondateur et actionnaire avec ses amis Georges Philippar et Francis Cyprien-Fabre de la Compagnie des Transports Océaniques, administrateur de la Compagnie Générale Transatlantique, des Chargeurs Réunis et de plusieurs autres entreprises, Président du Comité Central des Armateurs de France, Commandeur de la Légion d’honneur notamment pour son rôle clef dans l’organisation du transport et du rapatriement maritime des troupes après la bataille des Dardanelles, Officier de l’Ordre du Mérite Maritime, et membre d'autres ordres. Il a été considéré comme un des principaux organisateurs du « mur d’argent » dans l'entre deux guerres[41].

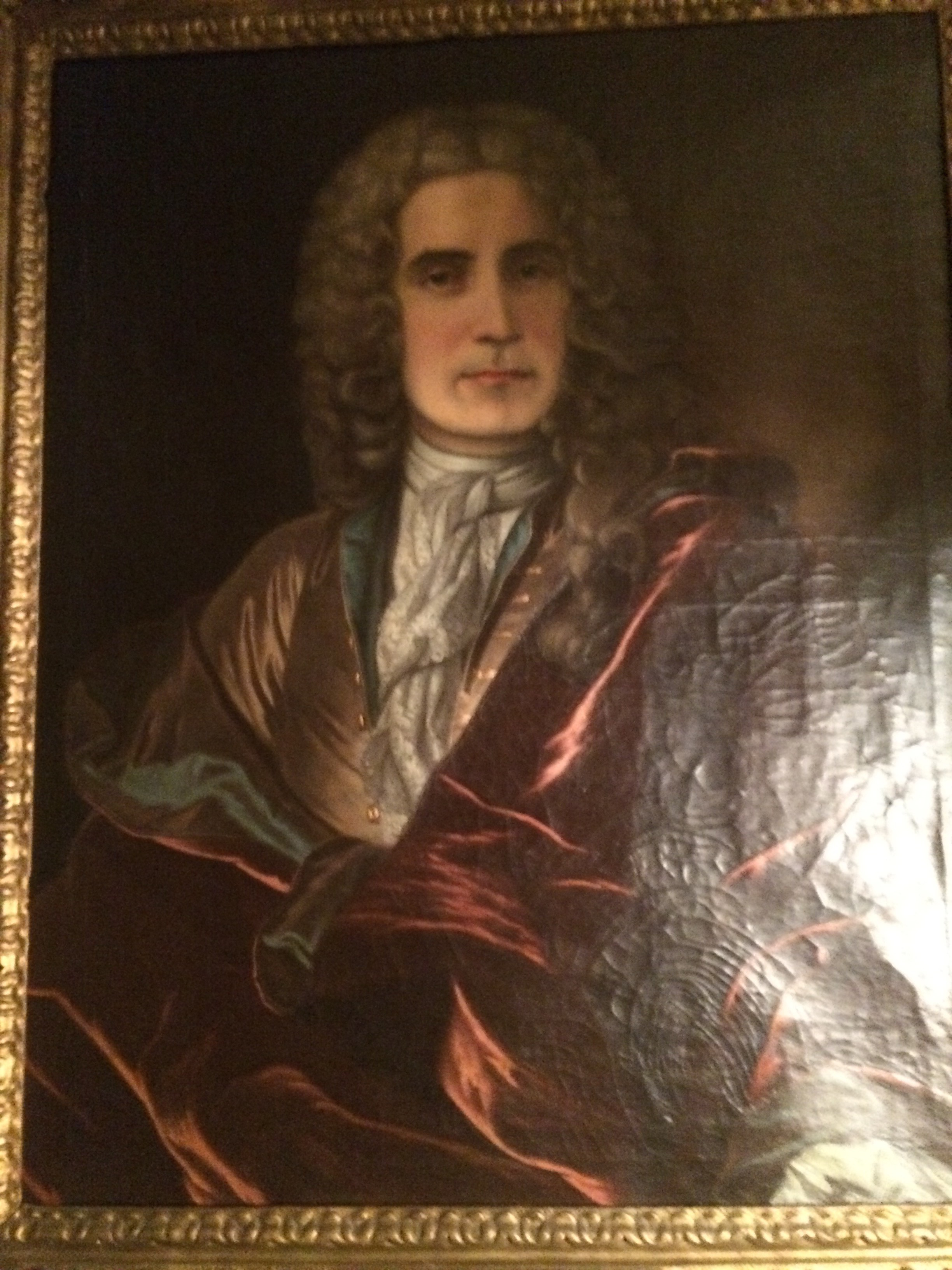
François de Saboulin Bollena (1661-1717)

## Armes
Pierre Sebolin et son neveu François, négociants et échevins de Marseille furent inscrits à l'Armorial général avec des armes imposées : De gueules, à trois oignons arrachés et grenés d’or, posés en pal, deux et un. François de Sebolin reprit les armes originelles sculptées sur le caveau de la famille dans l’église Saint-Pierre de Signes depuis le XVe siècle : De gueules à trois roses d’argent, déposées par la branche de Signes (d’Hozier).

## Alliances
Les principales alliances de la famille de Saboulin Bollena sont : d'Amalric (Signes - 1540, Signes - 1598, Signes - 1658, et Signes - 1676), de Glandevès (La Cadière - 1546), Michel (1570), d'Espinassy (Signes 1510 et Signes 1575), de Carbonnel (Toulon - 1606), de Colin du Janet, de Galbert (Toulon - 1612), Chautard de Turis (Toulon - 1646), de Fauris de Saint Clément (1629), de Bausset, Vernet (Marseille - 1616), Prépaud (1656), Dasque (1689), de Félix de La Ferratière (1698), de Valavoire (Marseille - 1712), de Clappier de Collongue (Manosque - 1727), de Pontevès-Maubousquet (Marseille - 1713), Sallade (Marseille - 1734), de Robineau de Beaulieu (1764), d'Adaoust (1795), de Ferrier de Riez, de Gardiolle, de Geoffroy d'Entrechaux, d'Astorg, Baboin-Jaubert, Borély, de Bec, de Boisgelin, de Bouquier de Seillans.